# 闊鼻鱷屬

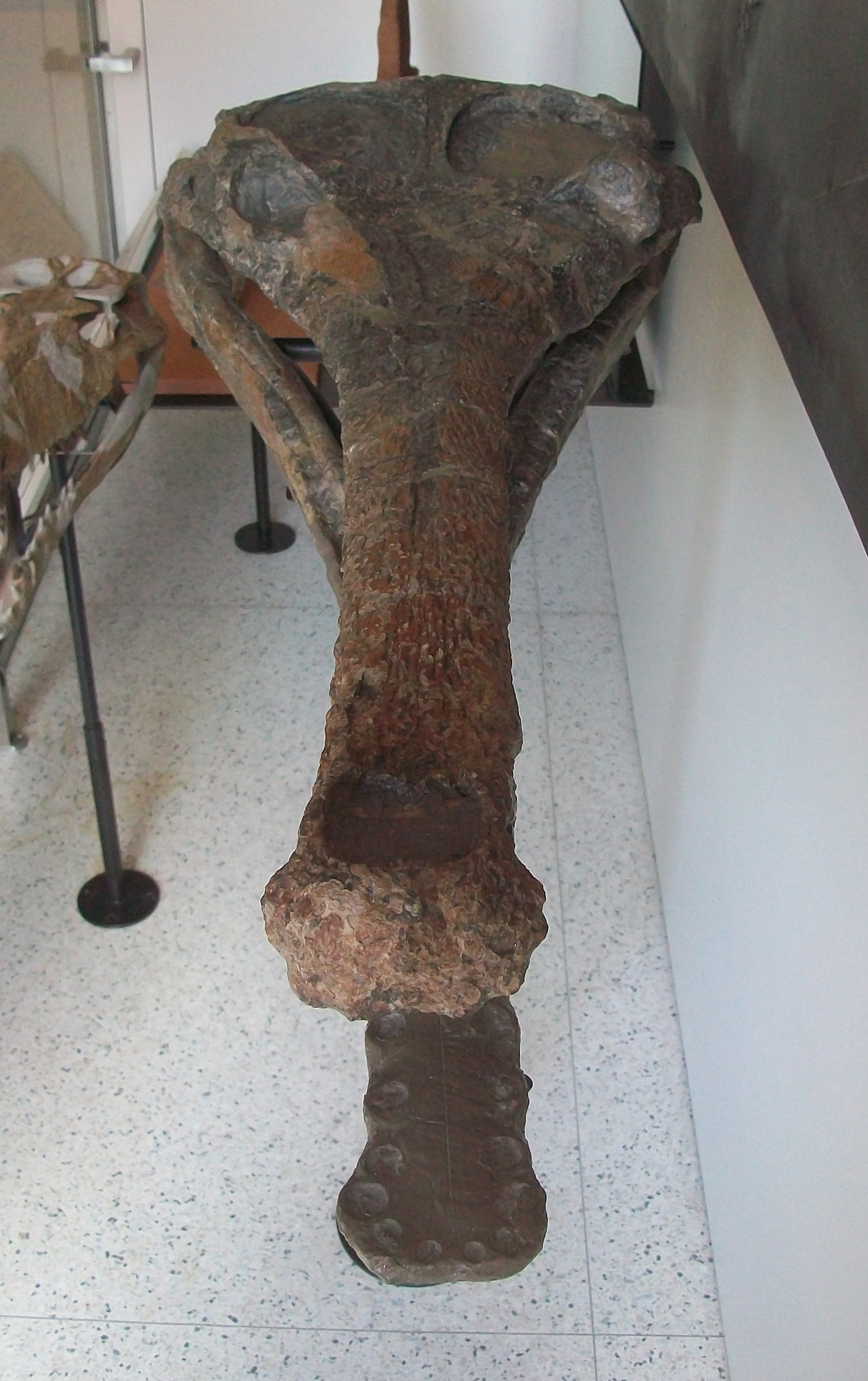
T. robustus的頭顱骨（編號AMNH 5850）

闊鼻鱷屬（學名：Terminonaris）是種已滅絕鱷類，屬於中真鱷類的大頭鱷科，化石發現於北美洲，生存年代為白堊紀晚期（森諾曼階到土侖階）。闊鼻鱷的原本屬名是Teleorhinus，過去曾被歸類於海鱷亞目的真蜥鱷科。
闊鼻鱷是種大型海生掠食動物，身長估計可達7.6公尺。

## 外部連結
- Terminonaris （页面存档备份，存于） in the Paleobiology Database